# Герб Безлюдівки
Герб Безлюдівки затверджений у 2003 році рішенням Безлюдівської селищної ради. Автор — Федосова Тетяна Георгіївна.

## Опис герба
Герб являє собою геральдичний щит французької форми (чотирикутний, загострений до низу). На жовто-блакитному полі щита зображені 3 полуниці, 3 колоски, місцева церква та яхта, а по центру — герб країни.
Пропорції герба: висота до ширини 8:7, заокруглені частини герба являють собою 1/4 кола з радіусом окружності, рівною 1/8 висоти герба.

## Значення символіки
Жовтий та синій кольори символізують кольори прапору України. Колоски та полуниця символізують найкращі сільськогосподарські культури щодо врожайності в цьому поселенні. Яхта символізує курортне значення селища.